# Censo dos Estados Unidos de 1920
O Censo dos Estados Unidos de 1920, conduzido pelo departamento do censo em 5 de janeiro de 1920, foi o décimo quarto censo dos Estados Unidos. Determinou a população residente dos Estados Unidos em 106.021.537 - um aumento de 15% sobre as 92.228.496 pessoas enumeradas durante o censo de 1910.

## População por estado
| Ranking | Estado               | População  |
| ------- | -------------------- | ---------- |
| 01      | Nova Iorque          | 10,385,227 |
| 02      | Pensilvânia          | 8,720,017  |
| 03      | Illinois             | 6,485,280  |
| 04      | Ohio                 | 5,759,394  |
| 05      | Texas                | 4,663,228  |
| 06      | Massachusetts        | 3,852,356  |
| 07      | Michigan             | 3,668,412  |
| 08      | Califórnia           | 3,426,861  |
| 09      | Missouri             | 3,404,055  |
| 10      | Nova Jérsia          | 3,155,900  |
| 11      | Indiana              | 2,930,390  |
| 12      | Geórgia              | 2,895,832  |
| 13      | Wisconsin            | 2,632,067  |
| 14      | Carolina do Norte    | 2,559,123  |
| 15      | Kentucky             | 2,416,630  |
| 16      | Iowa                 | 2,404,021  |
| 17      | Minnesota            | 2,387,125  |
| 18      | Alabama              | 2,348,174  |
| 19      | Tennessee            | 2,337,885  |
| 20      | Virgínia             | 2,309,187  |
| 21      | Oklahoma             | 2,028,283  |
| 22      | Luisiana             | 1,798,509  |
| 23      | Mississippi          | 1,790,618  |
| 24      | Kansas               | 1,769,257  |
| 25      | Arkansas             | 1,752,204  |
| 26      | Carolina do Sul      | 1,683,724  |
| 27      | Virgínia Ocidental   | 1,463,701  |
| 28      | Maryland             | 1,449,661  |
| 29      | Connecticut          | 1,380,631  |
| 30      | Washington           | 1,356,621  |
| 31      | Nebraska             | 1,296,372  |
| 32      | Flórida              | 968,470    |
| 33      | Colorado             | 939,629    |
| 34      | Óregon               | 783,389    |
| 35      | Maine                | 768,014    |
| 36      | Dakota do Norte      | 646,872    |
| 37      | Dakota do Sul        | 636,547    |
| 38      | Rhode Island         | 604,397    |
| 39      | Montana              | 548,889    |
| 40      | Utah                 | 449,396    |
| 41      | Nova Hampshire       | 443,083    |
| X       | Distrito de Columbia | 437,571    |
| 42      | Idaho                | 431,866    |
| 43      | Novo México          | 360,350    |
| 44      | Vermont              | 352,428    |
| 45      | Arizona              | 334,162    |
| X       | Havaí                | 255,881    |
| 46      | Delaware             | 223,003    |
| 47      | Wyoming              | 194,402    |
| 48      | Nevada               | 77,407     |
| X       | Alasca               | 55,036     |

## População por cidade
| Ranking | Cidade         | Estado               | População | Região       |
| ------- | -------------- | -------------------- | --------- | ------------ |
| 01      | Nova Iorque    | Nova Iorque          | 5,620,048 | Nordeste     |
| 02      | Chicago        | Illinois             | 2,701,705 | Centro-Oeste |
| 03      | Filadélfia     | Pensilvânia          | 1,823,779 | Nordeste     |
| 04      | Detroit        | Michigan             | 993,078   | Centro-Oeste |
| 05      | Cleveland      | Ohio                 | 796,841   | Centro-Oeste |
| 06      | St. Louis      | Missouri             | 772,897   | Centro-Oeste |
| 07      | Boston         | Massachusetts        | 748,060   | Nordeste     |
| 08      | Baltimore      | Maryland             | 733,826   | Sul          |
| 09      | Pittsburgh     | Pensilvânia          | 588,343   | Nordeste     |
| 10      | Los Angeles    | Califórnia           | 576,673   | Oeste        |
| 11      | Buffalo        | Nova Iorque          | 506,775   | Nordeste     |
| 12      | São Francisco  | Califórnia           | 506,676   | Oeste        |
| 13      | Milwaukee      | Wisconsin            | 457,147   | Centro-Oeste |
| 14      | Washington     | Distrito de Columbia | 437,571   | Sul          |
| 15      | Newark         | Nova Jérsia          | 414,524   | Nordeste     |
| 16      | Cincinnati     | Ohio                 | 401,247   | Centro-Oeste |
| 17      | Nova Orleães   | Luisiana             | 387,219   | Sul          |
| 18      | Minneapolis    | Minnesota            | 380,582   | Centro-Oeste |
| 19      | Kansas City    | Missouri             | 324,410   | Centro-Oeste |
| 20      | Seattle        | Washington           | 315,312   | Oeste        |
| 21      | Indianápolis   | Indiana              | 314,194   | Centro-Oeste |
| 22      | Jersey City    | Nova Jérsia          | 298,103   | Nordeste     |
| 23      | Rochester      | Nova Iorque          | 295,750   | Nordeste     |
| 24      | Portland       | Óregon               | 258,288   | Oeste        |
| 25      | Denver         | Colorado             | 256,491   | Oeste        |
| 26      | Toledo         | Ohio                 | 243,164   | Centro-Oeste |
| 27      | Providence     | Rhode Island         | 237,595   | Nordeste     |
| 28      | Columbus       | Ohio                 | 237,031   | Centro-Oeste |
| 29      | Louisville     | Kentucky             | 234,891   | Sul          |
| 30      | Saint Paul     | Minnesota            | 234,698   | Centro-Oeste |
| 31      | Oakland        | Califórnia           | 216,261   | Oeste        |
| 32      | Akron          | Ohio                 | 208,435   | Centro-Oeste |
| 33      | Atlanta        | Geórgia              | 200,616   | Sul          |
| 34      | Omaha          | Nebraska             | 191,601   | Centro-Oeste |
| 35      | Worcester      | Massachusetts        | 179,754   | Nordeste     |
| 36      | Birmingham     | Alabama              | 178,806   | Sul          |
| 37      | Syracuse       | Nova Iorque          | 171,717   | Nordeste     |
| 38      | Richmond       | Virgínia             | 171,667   | Sul          |
| 39      | New Haven      | Connecticut          | 162,537   | Nordeste     |
| 40      | Memphis        | Tennessee            | 162,351   | Sul          |
| 41      | San Antonio    | Texas                | 161,379   | Sul          |
| 42      | Dallas         | Texas                | 158,976   | Sul          |
| 43      | Dayton         | Ohio                 | 152,559   | Centro-Oeste |
| 44      | Bridgeport     | Connecticut          | 143,555   | Nordeste     |
| 45      | Houston        | Texas                | 138,276   | Sul          |
| 46      | Hartford       | Connecticut          | 138,036   | Nordeste     |
| 47      | Scranton       | Pensilvânia          | 137,783   | Nordeste     |
| 48      | Grand Rapids   | Michigan             | 137,634   | Centro-Oeste |
| 49      | Paterson       | Nova Jérsia          | 135,875   | Nordeste     |
| 50      | Youngstown     | Ohio                 | 132,358   | Centro-Oeste |
| 51      | Springfield    | Massachusetts        | 129,614   | Nordeste     |
| 52      | Des Moines     | Iowa                 | 126,468   | Centro-Oeste |
| 53      | New Bedford    | Massachusetts        | 121,217   | Nordeste     |
| 54      | Fall River     | Massachusetts        | 120,485   | Nordeste     |
| 55      | Trenton        | Nova Jérsia          | 119,289   | Nordeste     |
| 56      | Nashville      | Tennessee            | 118,342   | Sul          |
| 57      | Salt Lake City | Utah                 | 118,110   | Oeste        |
| 58      | Camden         | Nova Jérsia          | 116,309   | Nordeste     |
| 59      | Norfolk        | Virgínia             | 115,777   | Sul          |
| 60      | Albany         | Nova Iorque          | 113,344   | Nordeste     |
| 61      | Lowell         | Massachusetts        | 112,759   | Nordeste     |
| 62      | Wilmington     | Delaware             | 110,168   | Sul          |
| 63      | Cambridge      | Massachusetts        | 109,694   | Nordeste     |
| 64      | Reading        | Pensilvânia          | 107,784   | Nordeste     |
| 65      | Fort Worth     | Texas                | 106,482   | Sul          |
| 66      | Spokane        | Washington           | 104,437   | Oeste        |
| 67      | Kansas City    | Kansas               | 101,177   | Centro-Oeste |
| 68      | Yonkers        | Nova Iorque          | 100,176   | Nordeste     |
| 69      | Lynn           | Massachusetts        | 99,148    | Nordeste     |
| 70      | Duluth         | Minnesota            | 98,917    | Centro-Oeste |
| 71      | Tacoma         | Washington           | 96,965    | Oeste        |
| 72      | Elizabeth      | Nova Jérsia          | 95,783    | Nordeste     |
| 73      | Lawrence       | Massachusetts        | 94,270    | Nordeste     |
| 74      | Utica          | Nova Iorque          | 94,156    | Nordeste     |
| 75      | Erie           | Pensilvânia          | 93,372    | Nordeste     |
| 76      | Somerville     | Massachusetts        | 93,091    | Nordeste     |
| 77      | Waterbury      | Connecticut          | 91,715    | Nordeste     |
| 78      | Flint          | Michigan             | 91,599    | Centro-Oeste |
| 79      | Jacksonville   | Flórida              | 91,558    | Sul          |
| 80      | Oklahoma City  | Oklahoma             | 91,295    | Sul          |
| 81      | Schenectady    | Nova Iorque          | 88,723    | Nordeste     |
| 82      | Canton         | Ohio                 | 87,091    | Centro-Oeste |
| 83      | Fort Wayne     | Indiana              | 86,549    | Centro-Oeste |
| 84      | Evansville     | Indiana              | 85,264    | Centro-Oeste |
| 85      | Savannah       | Geórgia              | 83,252    | Sul          |
| 86      | Manchester     | Nova Hampshire       | 78,384    | Nordeste     |
| 87      | St. Joseph     | Missouri             | 77,939    | Centro-Oeste |
| 88      | Knoxville      | Tennessee            | 77,818    | Sul          |
| 89      | El Paso        | Texas                | 77,560    | Sul          |
| 90      | Bayonne        | Nova Jérsia          | 76,754    | Nordeste     |
| 91      | Peoria         | Illinois             | 76,121    | Centro-Oeste |
| 92      | Harrisburg     | Pensilvânia          | 75,917    | Nordeste     |
| 93      | San Diego      | Califórnia           | 74,683    | Oeste        |
| 94      | Wilkes-Barre   | Pensilvânia          | 73,833    | Nordeste     |
| 95      | Allentown      | Pensilvânia          | 73,502    | Nordeste     |
| 96      | Wichita        | Kansas               | 72,217    | Centro-Oeste |
| 97      | Tulsa          | Oklahoma             | 72,075    | Sul          |
| 98      | Troy           | Nova Iorque          | 71,996    | Nordeste     |
| 99      | Sioux City     | Iowa                 | 71,227    | Centro-Oeste |
| 100     | South Bend     | Indiana              | 70,983    | Centro-Oeste |